# Sürk
Il Sürk, Sürki, Sürk peyniri (turco per "formaggio Sürk") o Sürk çökeleği  è un formaggio turco tipico della provincia di Hatay. È un formaggio a base di yogurt, come il çökelek, prodotto con latte di pecora o di capra e con spezie (cumino, timo, spezie, noce moscata, ecc.), In particolare pul biber. Il sürk ha un aspetto rosso ed è secco, motivo per cui viene spesso consumato con olio d'oliva.